# Джонсън (окръг, Айова)
Вижте пояснителната страница за други значения на Джонсън.
Окръг Джонсън (на английски: Johnson County) е окръг в щата Айова, Съединени американски щати. Площта му е 1590 квадратни километра, а населението – 151 140 души (по изчисления за юли 2019 г.). Административен център е град Айова Сити.